# Rasterschlüssel 44
Rasterschlüssel 44 (RS44) is een handcijfer dat door de Duitse wehrmacht werd gebruikt vanaf maart 1944. Het was de vervanging van het tot dan toe gebruikte handcijfer Double Playfair en maakte gebruik van collumnaire transpositie. Hoewel de Duitse krijgsmacht gebruikmaakte van de Enigma-machine voor versleuteling van communicatie was het gebruik van de zware Enigma-machine onpraktisch voor de troepen aan de frontlinie, deze gebruikten handcijfers. Door de opmars van de geallieerde troepen werd besloten om in verband met de veiligheid het tot dan toe gebruikte systeem te vervangen. De nieuwe versleuteling bezorgde de geallieerden veel hoofdbrekens; ze hadden een crib van 40 letters nodig om het te breken. Hierdoor kostte de cryptoanalyse veel tijd. Aangezien informatie die van en naar het front verstuurd wordt veelal inhoudelijk maar korte tijd waardevol blijft bleek het een goede versleutelingsmethode.